# More Beautiful Than Silence
More Beautiful Than Silence è un EP del rapper somalo-canadese K'naan, pubblicato nel 2012.

## Tracce
1. Is Anybody Out There? (featuring Nelly Furtado) – 3:58
2. Nothing to Lose (featuring Nas) – 3:57
3. More Beautiful Than Silence – 3:52
4. Better – 3:16
5. Coming to America – 4:02